# Lachnella pyriformis
Lachnella pyriformis är en svampart som först beskrevs av Gordon Herriot Cunningham, och fick sitt nu gällande namn av W.B. Cooke 1961. Lachnella pyriformis ingår i släktet Lachnella och familjen Niaceae.   Inga underarter finns listade i Catalogue of Life.